# Бареньо, Рубен
Рубен Лауделино Бареньо Силва (исп. Ruben Laudelino Bareño Silva; род. 23 января 1944, Лас-Пьедрас) — уругвайский футболист, нападающий.

## Клубная карьера
Во взрослом футболе дебютировал в составе клуба «Ривер Плейт» из Монтевидео. В 1967 году перешёл в «Серро», где отметился 8 голами и голевыми передачами, благодаря чему стал одним из лучших бомбардиров национального чемпионата.
В 1970 году заключил контракт с клубом «Насьональ», в котором пробыл два сезона. За это время дважды становился чемпионом Уругвая. С 1972 по 1973 год играл в составе эквадорского клуба ЛДУ Кито, а затем перешёл в аргентинский «Расинг».
Завершил карьеру футболиста в 1977 году во французском клубе «Азербук», за который выступал с 1976 года.

## Карьера в сборной
28 июля 1967 дебютировал в официальных матчах в составе национальной сборной Уругвая. В составе сборной играл на чемпионате мира 1970 года в Мексике, где сыграл в матче против Италии.
Всего в течение четырёхлетней карьеры в сборной принял участие в 13 матчах, забив 3 гола.